# 茂市バイパス
茂市バイパス（もいちバイパス）は、岩手県宮古市を通る国道340号のバイパス道路である。

## 概要
宮古市・旧新里村域中心部にある幅員狭小区間を解消する目的で建設。JR岩泉線の南西側を通っている。なおこれより先には刈屋バイパスもある。

### 路線データ
- 起点：宮古市茂市字袰地（国道106号交点）
- 終点：宮古市茂市字日影（新里大橋北交差点）

## 地理

### 通過する自治体
- 岩手県
  - 宮古市